# Västra Sorgenfri
Västra Sorgenfri är ett bostadsområde i stadsdelarna Centrum och Södra Innerstaden, Malmö. 
Västra Sorgenfri ligger mellan Föreningsgatan och Nobelvägen, norr om Amiralsgatan. Områdets norra gräns löper norr och öster om Sankt Pauli norra kyrkogård (utmed Industrigatan och Sankt Knuts väg) samt norr om Sankt Pauli mellersta kyrkogård.
Den halva av Västra Sorgenfri som ligger nordväst om Sankt Knuts väg, samt Sankt Pauli mellersta kyrkogård (sydöst om Sankt Knuts väg) tillhör stadsdelen Centrum. Av detta område består den nordöstra delen av kyrkogårdarna Sankt Pauli norra kyrkogård och Sankt Pauli mellersta kyrkogård medan den sydvästra delen består av bostäder från början av 1900-talet. Vid hörnet Amiralsgatan-Föreningsgatan finns två kvarter med sekelskiftesarkitektur som skapar en kraftfull miljö. Vidare finns ett antal sammanlänkade hus från skilda tidsepoker som ytterligare framhäver stenstadskaraktären. Kring Sankt Knuts torg finns ett antal stora kvarter med tjugotalsklassicerande bebyggelse. Ut mot gatorna har de slutna fasadräckor medan gårdarna är stora och grönskande. 
Här finns även Konsthögskolan, samt Filifjonkans, Björkhagens, Almens förskola och Judiska förskolan, som ligger vid Synagogan på Föreningsgatan. 
Den halva av Västra Sorgenfri som ligger sydöst om Sankt Knuts väg tillhör stadsdelen Södra Innerstaden. Förutom Ett hus byggt 1989, Sorgenfriskolan (F-9) och Sorgenfri idrottsplats består området av flerbostadshus från första halvan av 1900-talet. Här finns en mindre stadsdel med lägre hus. Området har Malmös första lamellhus, från 1927. Trädgårdar och grönska utgör ett betydande inslag i miljön. En del god funktionalistisk bebyggelse finns också i området.
Namnet kommer från Sorgenfrigården, som var uppkallad efter Sorgenfri slott i Danmark.